# Vergine, e di nome Maria
Pour les articles homonymes, voir Malia (homonymie).
Pour plus de détails, voir Fiche technique et Distribution.
Vergine, e di nome Maria est un film italien de Sergio Nasca sorti en 1975.
Quelques jours après sa première sortie, il est confisqué pour outrage à la religion ; il a ensuite été restauré et redistribué sous le titre Malía,,.

## Synopsis
Dans un bidonville de la banlieue de Turin vivent Maria et sa mère Anna. La jeune Maria souffre de crises d'épilepsie périodiques dues à une maladie neurologique. Dans l'environnement où vivent les deux femmes, l'ignorance et la superstition règnent. C'est pourquoi de nombreux habitants du bidonville évitent d'approcher Maria et Anna, croyant que la jeune fille, souffrant de troubles nerveux, pourrait être en contact avec des entités négatives. Maria et Anna vivent donc isolées et dans la pauvreté.
Lorsque Maria s'avère être enceinte, la population s'interroge sur l'événement. Personne n'aurait pu avoir de relations sexuelles avec Maria, puisque la mère et la fille vivaient complètement isolées de tous les voisins. De plus, selon Anna, la fille était vierge. Dans ce lieu superstitieux et culturellement limité, la rumeur se répand bientôt que Marie est porteuse d'une sorte d'immaculée conception et que les crises d'épilepsie qui la caractérisent ne sont que le signe de sa sainteté. D'abord évitées comme la peste, Maria et Anna sont désormais sollicitées par tous les habitants, en quête de grâces et de miracles. Même la télévision locale traite du phénomène, alimentant de plus en plus la crédulité populaire.
Anna profite de l'événement et, à plusieurs reprises, invite des amis et des voisins dans sa cabane. Au cours de ces visites, elle provoque des crises d'épilepsie chez Maria en lui faisant subir de petites décharges électriques au moyen du fil électrique d'une lampe défectueuse. Soumise aux chocs, Maria fait des crises d'épilepsie de plus en plus fréquentes. Au moment où la jeune fille est saisie d'épilepsie, les invités louent le ciel et réclament un miracle, en faisant des offrandes et des oblations à Anna, qui, de cette façon, finit par améliorer sa situation financière précaire. Cependant, au cours de l'une des réunions, Maria est prise d'une crise d'épilepsie plus forte qu'auparavant et seule l'intervention rapide d'un médecin permet de sauver la vie de la jeune fille. Ce n'est qu'à la fin que l'on découvre que Maria a été fécondée par Rocco, un garçon anormal qui fréquente le bidonville. Les habitants se sentent ridiculisés.
Une foule de personnes attaque Anna et Maria lors d'une procession religieuse. Alors que quelques minutes avant, Maria était vénérée comme une sainte, elle est poursuivie par la foule agressive qui lui lance des pierres ce qui provoque son avortement.

## Fiche technique
- Titre original : Vergine, e di nome Maria[4]
- Réalisation : Sergio Nasca
- Scénario : Sergio Nasca
- Photographie : Giuseppe Aquari (it)
- Montage : Luciano Anconetani
- Musique : Sante Maria Romitelli (it)
- Décors : Massimo Lentini (it)
- Costumes : Massimo Lentini et Fiamma Bedendo
- Maquillage : Giulio Mastrantonio
- Production : Glenn Saxson
- Sociétés de production : Baal Film, Viaduc Production
- Format : Couleur - Son mono - 35 mm
- Pays de production :  Italie
- Langue de tournage : italien
- Genre : Drame
- Durée : 95 minutes
- Dates de sortie : 
  - Italie : 11 septembre 1975

## Distribution
- Turi Ferro : don Vito
- Andréa Ferréol : Maddalena
- Cinzia De Carolis : Maria
- Marino Masè : Gabriele
- Clelia Matania : Anna
- Renato Pinciroli : Giuseppe
- Sandro Dori : Matteo
- Tino Carraro : l'évêque
- Gian Piero Vinciguerra : Prospero
- Nicola Di Pinto : Gennarino
- Dada Gallotti : le journaliste
- Alvaro Vitali : Rocco
- Enzo Cannavale : Simone
- Jean Louis : Luca
- Leopoldo Trieste : Nicola

## Accueil critique
« Insolite et audacieux, absurde voire grotesque à force de forcer le trait, Vergine, e di nome Maria est une satire cruelle et parfaitement hérétique, une dénonciation des bas agissements d'une Eglise hypocrite et dangereuse qui démontre une fois de plus toute la permissivité du cinéma italien d'alors qui ne se refusait rien et ne reculait devant aucune limite pour provoquer tollés et scandales. Cette vision moderne corrosive et subversive de la Sainte Vierge fait définitivement partie de ce cinéma italien interdit qui nous est si cher. »

— Éric Draven sur maniaco-deprebis.com